# Paola Maugeri
Paola Maugeri (Roma, 4 marzo 1968) è una giornalista, conduttrice televisiva e conduttrice radiofonica italiana.

## Biografia

### Origini e carriera

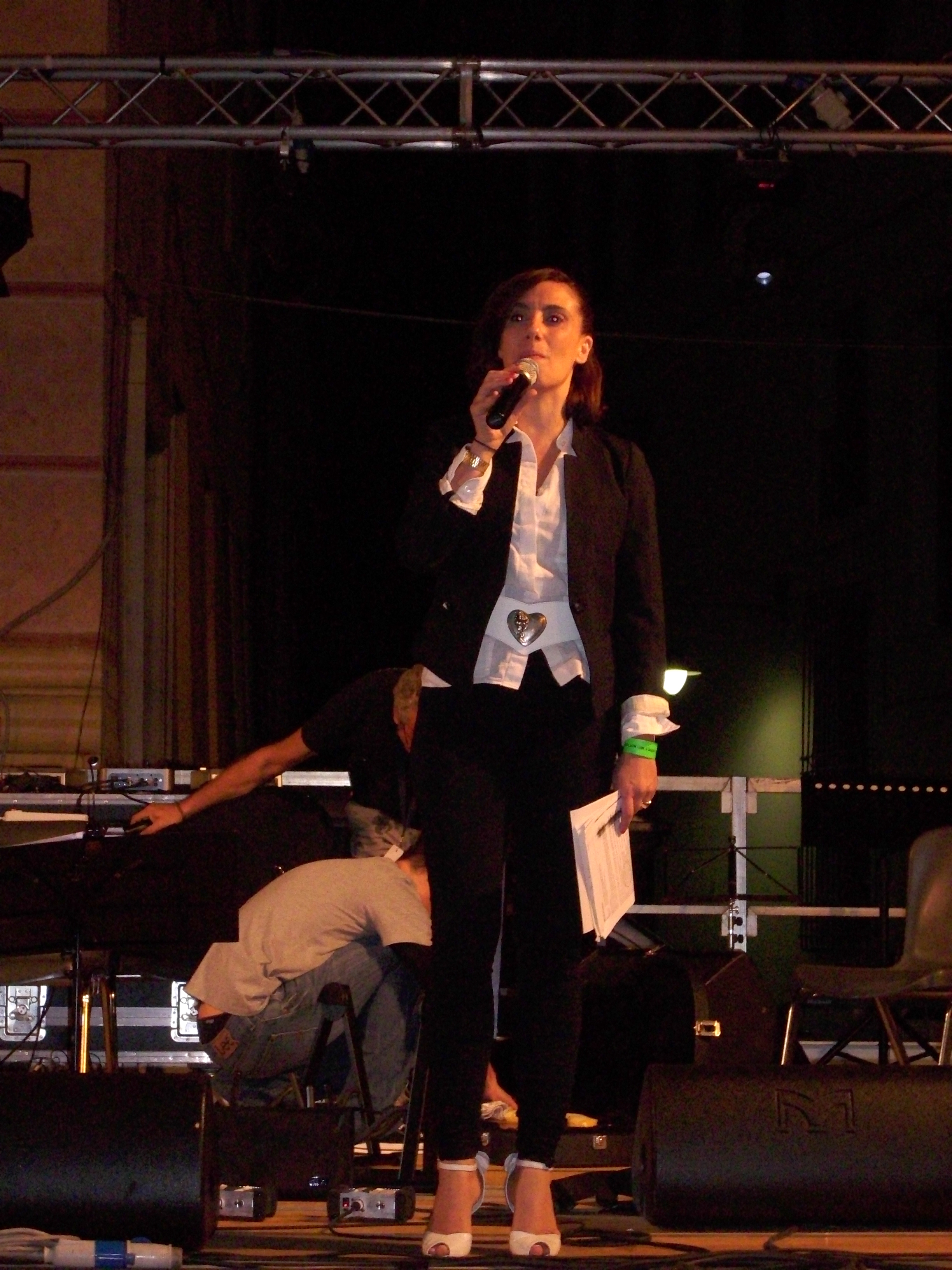
Paola Maugeri alla notte bianca 2009 di Genova

Nata a Roma da genitori catanesi, nel 1991 debutta in TV scrivendo e conducendo due programmi di musica per le televisioni locali. Nel 1993 passa a Videomusic (che tra il 1996 e il 1997 diventerà TMC 2) realizzando monografie ed interviste, quindi conducendo in due anni 310 puntate del programma Segnali di fumo insieme a Claudio Cingoli. Nell'ottobre 1995 conduce la versione televisiva (su Rai 1) di 105 Night Express e le successive quattro stagioni su Italia 1. Dal 1º dicembre 1995 è giornalista pubblicista, iscritta all'Ordine dei Giornalisti della Lombardia.
Nel 1996 conduce Jammin su Italia 1. Ha al suo attivo anche due edizioni del Concerto del Primo Maggio a Roma e del premio della musica d'autore "Città di Recanati". Nel 2001 passa a MTV con programmi come Select, A Night With, Storytellers, Brand:New. Dal 2006 per tre stagioni ha condotto su LA7 il programma dedicato al cinema indipendente italiano La 25a ora - Il cinema espanso. Nel 2009 ha posato a seno nudo per la rivista Rolling Stone.
Dal dicembre 2007 ha condotto per due stagioni Scalo 76 su Rai 2, programma dove si occupava di musica e cinema. Dal 2006 è protagonista di programmi radiofonici su Virgin Radio Italia: il suo primo programma è Music History, nel quale racconta la storia del rock e la genesi dei brani più significativi. Dal 2016 al 2022 ha condotto una trasmissione radiofonica su Virgin Radio, dal titolo "Paola is Virgin". Da gennaio 2023 sarà invece la protagonista di Long Playing Stories .
Nel 2019 porta in teatro lo spettacolo tratto dal suo libro Rock e resilienza con la regia di Emilio Russo.

### Attività extraprofessionali
Appassionata di questioni ambientali, è impegnata contro lo sfruttamento degli animali, per la diffusione di uno stile alimentare consapevole, del commercio equo e solidale, oltre a essere stata testimonial per MTV Italia della campagna delle Nazioni Unite - No Excuse 2015. È stata coinvolta come testimonial in una raccolta fondi dell'organizzazione Oxfam Italia per la campagna “Un futuro senza fame”, ma l'organizzazione ha successivamente sospeso i rapporti con lei, considerandola colpevole per essersi prestata come “PR Ambassador” per SodaStream, l'azienda israeliana produttrice di bevande, per il fatto che tale azienda è stata installata nei territori occupati (in origine rivendicati dalla Giordania, attualmente dall'Autorità Nazionale Palestinese) dalla fine della "Guerra dei sei giorni" del 1967 tra Israele e gli stati arabi circostanti.
Attiva nel passato anche come musicista, è stata bassista e cantante del gruppo Puertorico (col quale ha pubblicato il CD Inverno a Honolulu uscito per la V2 nel 1998) e Loma, con il CD Eighteen years of sin pubblicato nel 2004. Ha pubblicato Storytellers - la musica si racconta, suo primo libro per le edizioni Tea. Ha fatto parte due volte della giuria di qualità del Festival di Sanremo. È stata votata siciliana dell'anno nel 1998 e successivamente tra i "duecento trentenni che cambieranno l'Italia". Nel 1999 è stata testimone della campagna stampa del lancio di Tin.it di Telecom Italia.

## Vita privata
È vegetariana da quando aveva 12 anni ed è vegana da quando ne aveva 30.  Nel 2004, agli MTV Days, ha consigliato a tutto il pubblico di diventare vegetariano.

## Opere
- La musica si racconta, TEA, 2007. ISBN 978-88-502-1483-9.
- La mia vita a impatto zero, Mondadori, 2012. ISBN 978-88-04-61946-8.
- Las vegans, Mondadori, 2014. ISBN 978-88-04-63850-6.
- Alla salute, Mondadori, 2015. ISBN 9788852066344.
- Rock and resilienza. Come la musica insegna a stare al mondo, Piemme, 2019. ISBN 9788868369200.
- Con passo lieve. La mia vita e le mie ricette a impatto zero, Piemme, 2019. ISBN 9788868365752.
- Professione essere umano, Mondadori, 2021. ISBN 9788891832177.